# Eleos (stichting)
Eleos is een christelijke instelling voor geïntegreerde geestelijke gezondheidszorg. Bij Eleos werken christenen uit de allerlei christelijke stromingen samen. Eleos heeft locaties voor ambulante behandeling en begeleide woonvormen van Zeeland tot Groningen.

## Geschiedenis
Eleos is op 1 januari 2000 ontstaan uit de fusie van het Gereformeerd Psychiatrisch Ziekenhuis De Fontein, GLIAGG De Poort (een gereformeerde, landelijke RIAGG) en de Gereformeerde Landelijke Instelling voor Beschermd Wonen (GLIBW). Deze organisaties ontstonden in de jaren zeventig en tachtig als reactie op de toenemende secularisering binnen de christelijke ggz, waar de achterban van Eleos tot dan toe gebruik van maakte. In die instellingen veranderden in de jaren zeventig de sfeer en het levensklimaat zodanig dat men zich er niet meer thuisvoelde. Veel mensen uit de gereformeerde gezindte waren bang dat hulpverleners als doel zouden hebben hen hun geloof te ontnemen, temeer daar in verschillende wetenschappelijke en populaire publicaties met name het dogma van de uitverkiezing als ziekmakend werd beschouwd. Bovendien rustte met name bij de bevindelijk gereformeerden toch al een taboe op psychische problemen, aangezien men deze vaak toeschreef aan eigen godsdienstig falen en niet aan medische oorzaken.
De voorgangers van Eleos slaagden erin om, tegen de trend van regionalisering van de ggz in, erkenning te krijgen voor hun eigen levensbeschouwelijk geïnspireerde zorg. De regionalisering was namelijk bedoeld om de zorg dichtbij mensen te brengen, en de afstand hoefde niet noodzakelijk geografisch te zijn, maar kon ook de levensovertuiging betreffen. Bovendien kon men aantonen dat de vraag naar gereformeerde geestelijke gezondheidszorg het aanbod vele malen overtrof, zodat men subsidies toegewezen kreeg die waren vrijgekomen als gevolg van de door de politiek geïntroduceerde marktwerking in de zorg.

## Organisatie
Het hoofdkantoor is gevestigd in Hoevelaken. De kliniek 'de fontein' bevindt zich in Bosch en Duin bij Zeist. Behandellocaties voor ambulante zorg en locaties voor begeleid wonen bevinden zich in diverse plaatsen in Nederland, met name in de zogenoemde Bijbelgordel. Sinds 2001 participeert Eleos in het Prof.dr. G.A. Lindeboom Instituut.

## Christelijke ggz?
Eleos kent geen christelijke ggz in de zin van een eigen behandelmethode. De behandelaars gebruiken methoden die ook elders worden toegepast, maar laten deze functioneren binnen een christelijke cultuur. Door gangbare psychiatrische en psychologische inzichten te plaatsen binnen de eigen christelijke opvattingen, hebben Eleos en haar voorgangers wel een belangrijke bijdrage geleverd aan het verdwijnen van het taboe op de psychiatrie binnen de gereformeerde gezindte.